# (13718) Welcker
(13718) Welcker (1998 QR43) – planetoida z grupy pasa głównego asteroid okrążająca Słońce w ciągu 3,27 lat w średniej odległości 2,2 j.a. Odkryta 17 sierpnia 1998 roku.